# Ornithogalum thyrsoides
Ornithogalum thyrsoides là một loài thực vật có hoa trong họ Măng tây. Loài này được Jacq. mô tả khoa học đầu tiên năm 1777.

## Hình ảnh

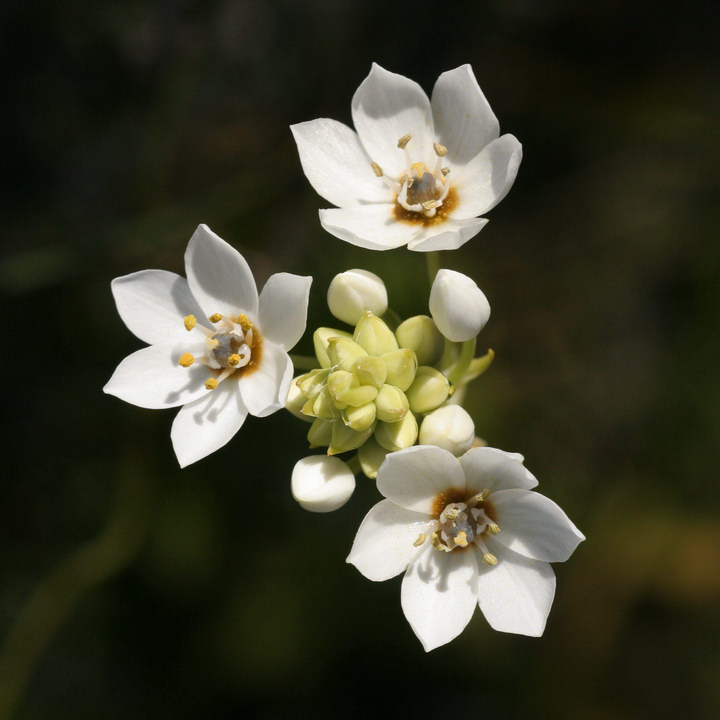
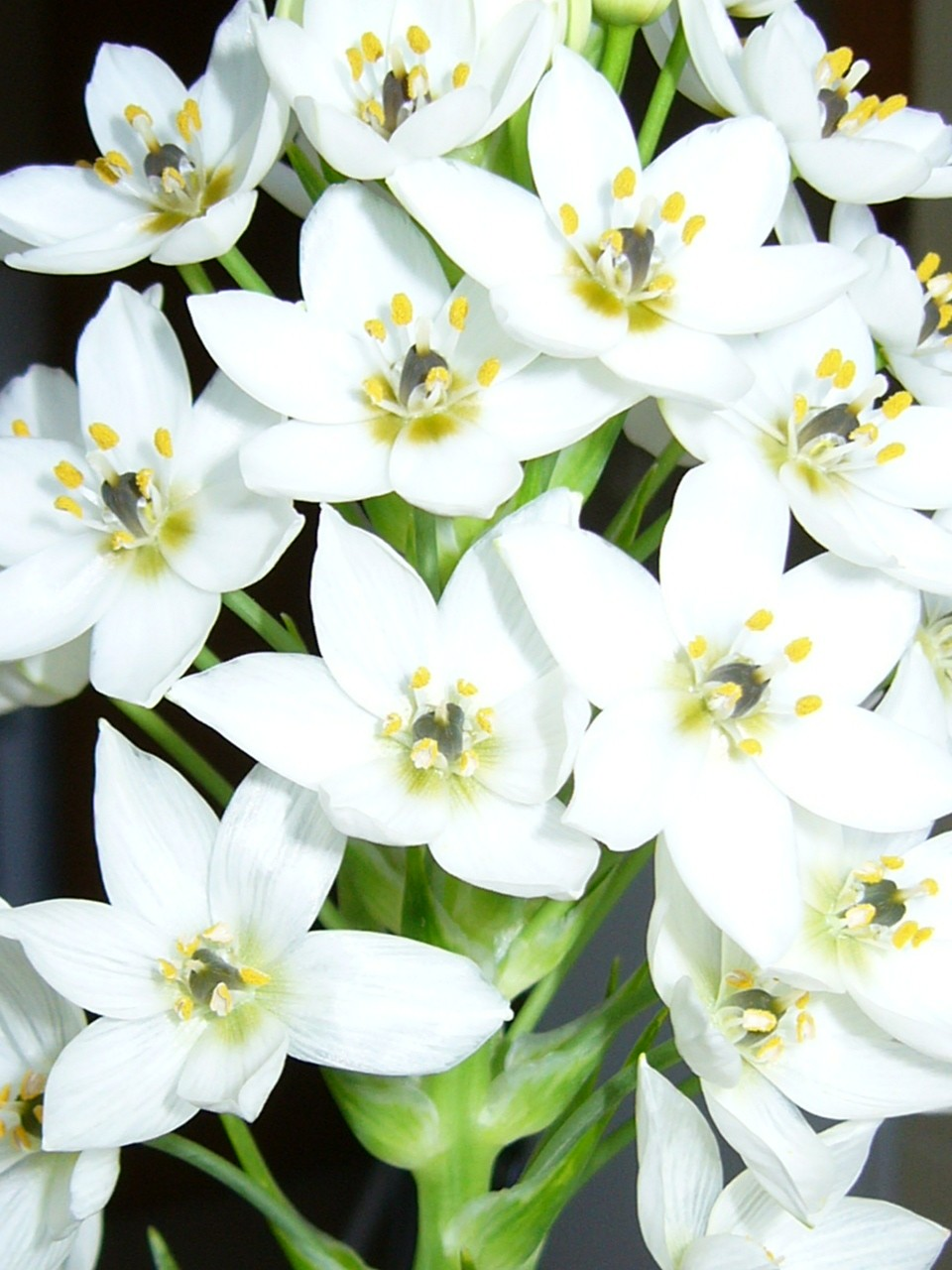
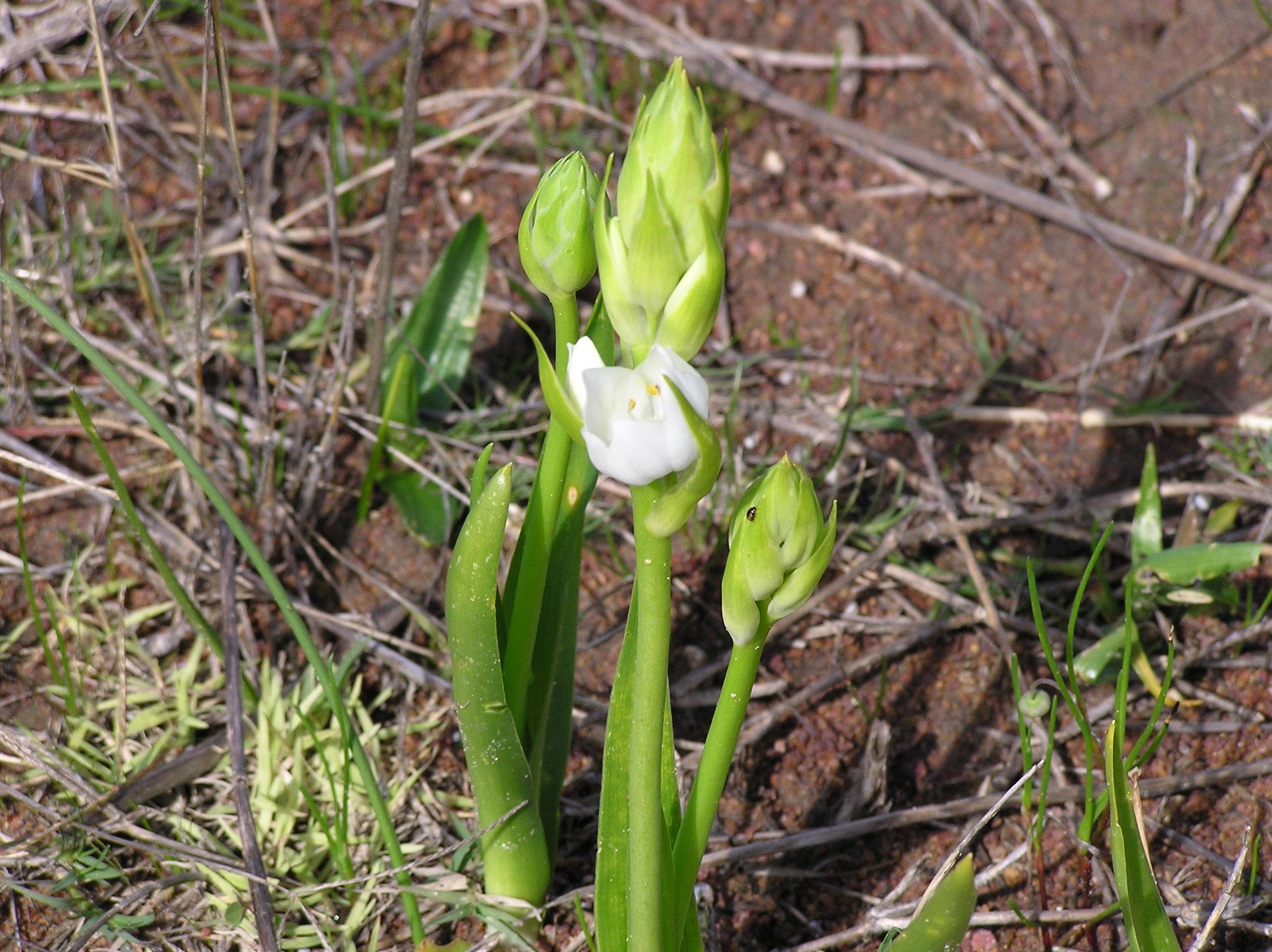
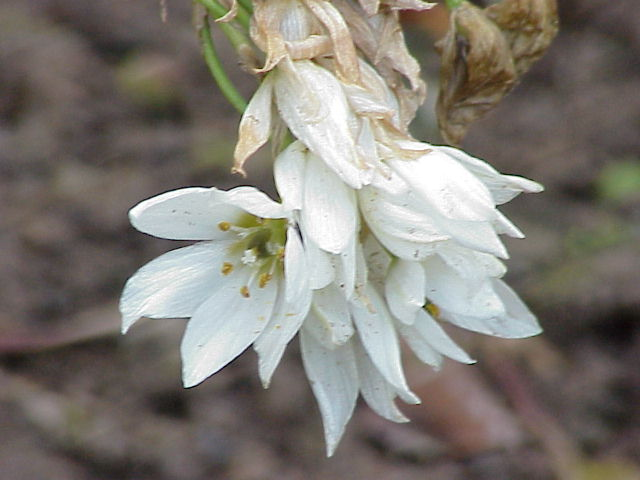